# Karnawad
Karnawad is een nagar panchayat (plaats) in het district Dewas van de Indiase staat Madhya Pradesh. 

## Demografie
Volgens de Indiase volkstelling van 2001 wonen er 10.254 mensen in Karnawad, waarvan 51% mannelijk en 49% vrouwelijk is. De plaats heeft een alfabetiseringsgraad van 41%. 